# Central Saint Martins
La Central Saint Martins (CSM) è una scuola d'arte pubblica e di tipo terziario di Londra, in Inghilterra (Regno Unito).

## Storia
Il Central Saint Martins College of Art and Design venne costituito nel 1989 in seguito alla fusione della Central School of Art and Design (nata nel 1896), e la Saint Martin's School of Art, (inaugurata nel 1854). Dal 1986 entrambe le scuole facevano parte del London Institute, formato dalla Inner London Education Authority, che controllava sette scuole di arte, design, moda e media di Londra. Il London Institute divenne un ente giuridico nel 1988, poté rilasciare titoli di studio dal 1993, e ottenne lo status di università nel 2003. Nello stesso anno, il Drama Centre London e la Byam Shaw School of Art vennero integrati nella Central Saint Martins. Nel 2004 la CSM venne ribattezzata University of the Arts London. La scuola è affiliata con il Camberwell College of Arts, il Chelsea College of Art and Design, il London College of Communication, il London College of Fashion e il Wimbledon College of Arts.